# Luisma bivascularis
Luisma bivascularis là một loài dương xỉ trong họ Polypodiaceae. Loài này được M.T. Murillo & A.R. Sm. mô tả khoa học đầu tiên năm 2003.